# Trithecanthera
Trithecanthera är ett släkte av tvåhjärtbladiga växter. Trithecanthera ingår i familjen Loranthaceae.
Kladogram enligt Catalogue of Life:
| Trithecanthera | \| \| Trithecanthera flava \| \| \| \| \| \| Trithecanthera scortechinii \| \| \| \| \| \| Trithecanthera sparsa \| \| \| \| \| \| Trithecanthera superba \| \| \| \| \| \| Trithecanthera xiphostachya \| \| \| \| |
|                | \| \| Trithecanthera flava \| \| \| \| \| \| Trithecanthera scortechinii \| \| \| \| \| \| Trithecanthera sparsa \| \| \| \| \| \| Trithecanthera superba \| \| \| \| \| \| Trithecanthera xiphostachya \| \| \| \| |
|                | Trithecanthera flava |
|                | |
|                | Trithecanthera scortechinii |
|                | |
|                | Trithecanthera sparsa |
|                | |
|                | Trithecanthera superba |
|                | |
|                | Trithecanthera xiphostachya |
|                | |